# Omeomorfismo

Una tazza ed una ciambella sono omeomorfi. Dalla "deformazione senza strappi" mostrata in figura si può infatti costruire un omeomorfismo fra i due oggetti.

In matematica, e più precisamente in topologia, un omeomorfismo (dal greco homoios = simile e morphe = forma, da non confondere con omomorfismo) è una particolare funzione fra spazi topologici che modella l'idea intuitiva di "deformazione senza strappi".
La nozione di omeomorfismo è molto importante in topologia. Due spazi topologici {\displaystyle X} e {\displaystyle Y} collegati da un omeomorfismo sono detti omeomorfi: da un punto di vista topologico, questi risultano essere praticamente uguali. In particolare, hanno gli stessi invarianti topologici.

## Definizione
Un omeomorfismo fra due spazi topologici {\displaystyle X} e {\displaystyle Y} è una funzione continua {\displaystyle f:X\to Y} che è anche biunivoca e la cui inversa {\displaystyle f^{-1}:Y\to X} è anch'essa continua.
Una definizione equivalente è la seguente: un omeomorfismo è una corrispondenza biunivoca {\displaystyle f:X\to Y} fra spazi topologici tale che un sottoinsieme {\displaystyle A} di {\displaystyle X} è aperto se e solo se lo è la sua immagine {\displaystyle f(A)} in {\displaystyle Y}. Brevemente, è una corrispondenza biunivoca fra spazi topologici che induce una corrispondenza biunivoca fra i loro aperti.
Se esiste un omeomorfismo tra {\displaystyle X} e {\displaystyle Y}, i due spazi sono detti omeomorfi. La relazione di omeomorfismo fra spazi topologici è una relazione di equivalenza.

## Esempi

### Intervalli della retta reale
Siano {\displaystyle a<b} due numeri reali. La funzione 
{\displaystyle f:[0,1]\to [a,b]}
{\displaystyle f:x\mapsto a+(b-a)x}
è un omeomorfismo. Infatti è continua, biunivoca, e la sua inversa
{\displaystyle f^{-1}:[a,b]\to [0,1]}
{\displaystyle f^{-1}:y\mapsto {\frac {y-a}{b-a}}}
è anch'essa continua. Ogni intervallo chiuso e limitato {\displaystyle [a,b]} è quindi omeomorfo all'intervallo {\displaystyle [0,1]}. Dalla proprietà transitiva segue quindi che gli intervalli chiusi e limitati sono tutti omeomorfi fra loro.
Si verifica analogamente che gli intervalli aperti {\displaystyle (a,b)} sono tutti omeomorfi fra loro. Non solo: un intervallo aperto è omeomorfo all'intera retta reale {\displaystyle \mathbb {R} } tramite la funzione tangente
{\displaystyle f:(-\pi /2,\pi /2)\to \mathbb {R} }
{\displaystyle f:x\mapsto \tan x.}
che è biunivoca, continua e con inversa continua (la funzione arcotangente). La limitatezza non è quindi un invariante topologico: uno spazio limitato come {\displaystyle (0,1)} può essere omeomorfo ad uno spazio illimitato, come {\displaystyle \mathbb {R} }.

## Proprietà
Due spazi omeomorfi godono esattamente delle stesse proprietà topologiche (separabilità, connessione, semplice connessione, compattezza...). Nel linguaggio della teoria delle categorie, si dice che un omeomorfismo è un isomorfismo tra spazi topologici.